# Gornja Stubla
Stubëll e Epërme en albanais et Gornja Stubla en serbe latin (en serbe cyrillique : Горња Стубла) est une localité du Kosovo située dans la commune/municipalité de Viti/Vitina, district de Gjilan/Gnjilane (Kosovo) ou district de Kosovo-Pomoravlje (Serbie). Selon le recensement kosovar de 2011, elle compte 1 128 habitants, tous albanais.

## Histoire
Dans le village se trouve le bâtiment de l'école albanaise, qui remonte au XXe siècle ; mentionné par l'Académie serbe des sciences et des arts, il est inscrit sur la liste des monuments culturels du Kosovo. L'église Saint-Joseph, construite en 1969, est proposée pour une inscription kosovare.

## Démographie

### Évolution historique de la population dans la localité
| 1948 | 1953 | 1961  | 1971  | 1981  | 1991  | 2011  |
| ---- | ---- | ----- | ----- | ----- | ----- | ----- |
| 751  | 854  | 1 025 | 1 221 | 1 676 | 2 122 | 1 128 |

|  |